# Liste der Kulturdenkmale in Bad Krozingen

In der Liste der Kulturdenkmale in Bad Krozingen sind Bau- und Kunstdenkmale der Stadt Bad Krozingen verzeichnet, die im „Verzeichnis der unbeweglichen Bau- und Kunstdenkmale und der zu prüfenden Objekte“ des Landesamts für Denkmalpflege Baden-Württemberg verzeichnet sind. Dieses Verzeichnis ist nicht öffentlich und kann nur bei „berechtigtem Interesse“ eingesehen werden. Die folgende Liste ist daher nicht vollständig.

## Allgemein
- Bild: Zeigt ein ausgewähltes Bild aus Commons, „Weitere Bilder“ verweist auf die Bilder im Medienarchiv Wikimedia Commons.
- Bezeichnung: Nennt den Namen, die Bezeichnung oder die Art des Kulturdenkmals.
- Lage: Straßenname und Hausnummer oder Flurstücknummer des Kulturdenkmals, gegebenenfalls auch den Ortsteil. Die Grundsortierung der Liste erfolgt nach dieser Adresse. Der Link (Karte) führt zu verschiedenen Kartendiensten mit der Position des Kulturdenkmals. Fehlt dieser Link, wurden die Koordinaten noch nicht eingetragen. Sind diese bekannt, können sie über ein Tool mit einer Kartenansicht einfach nachgetragen werden. In dieser Kartenansicht sind Kulturdenkmale ohne Koordinaten mit einem roten bzw. orangen Marker dargestellt und können durch Verschieben auf die richtige Position in der Karte mit Koordinaten versehen werden. Kulturdenkmale ohne Bild sind an einem blauen bzw. roten Marker erkennbar.
- Datierung: Baubeginn, Fertigstellung, Datum der Erstnennung oder grobe zeitliche Einordnung entsprechend des Eintrags in der zuständigen Denkmaldatenbank (Landesamt für Denkmalpflege Baden-Württemberg).
- Beschreibung: Kurzcharakteristik des Kulturdenkmals.

## Kulturdenkmale der Stadt Bad Krozingen
| Bild           | Bezeichnung           | Lage                               | Datierung       | Beschreibung | ID |
| -------------- | --------------------- | ---------------------------------- | --------------- | --- | -- |
|                | Schloss Bad Krozingen | Am Schloßpark 7 (Karte)            | 16. Jh.–18. Jh. | Schloss Bad Krozingen mit Schlosskapelle, Park und Einfriedungsmauer sowie Sammlung historischer Tasteninstrumente. Als Propstei des Klosters St. Blasien 1579 erbaut. Nach Zerstörungen im Dreißigjährigen Krieg Umbau und Erweiterung. Umgestaltung 1749 durch Johann Caspar Bagnato. Großer dreigeschossiger Bau mit abgewalmtem Dach und Treppenturm an der Nordfassade. Im Innern qualitätvolle Ausstattung, unter anderem mit Parkettböden, Türen und Öfen des 18. Jahrhunderts. Fürstensaal mit aufwendiger Stuckdecke. Die Schlosskapelle wurde 1608 anstelle einer älteren Kapelle neu errichtet. Umgestaltung durch Johann Caspar Bagnato 1749. Der Außenbau wurde weitgehend belassen. Im Innern Rokokostuck. Deckenbilder Johann Michael Feichtmayr und Joseph Anton Morath zugeschrieben. Der Altar um 1735, das Altarblatt erste Hälfte 18. Jahrhundert, angeblich von Johann Christian Wenzinger Schloss und Kapelle liegen in einem Park mit altem Baumbestand. Die Schlossmauer ist in weiten Teilen erhalten und verläuft entlang der Straße Am Schlosspark und der Basler Straße. An der Südwestseite reicht sie bis zum Graserweg                                  |    |
| Weitere Bilder | St. Alban             | Basler Straße 24 (Karte)           | 1710            | Katholische Pfarrkirche St. Alban mit ehemaliger Kirchhofmauer. Grabsteine an der Kirchenaußenwand. 1710 als einschiffiger Saalbau mit Westturm erbaut und 1932 durch Hinzufügen von zwei Seitenschiffen erweitert. Die durch den Turm bestimmte Westfassade der Kirche wird durch zwei mächtige, stark geböschte Strebepfeiler ausgezeichnet, die wohl aus statischen Gründen zur Stützung des Turmes resultieren. Durch die Strebepfeiler wird ein Eingangsportal mit gesprengtem Segmentgiebel gleichsam gerahmt. Der nur leicht vor die Querschnittsfassade ausladende quadratische Turm ist weitgehend ungegliedert. Lediglich die Turmuhr und die Schallöffnungen unterbrechen die ansonsten glatt gehaltenen Fassaden. Ein gedrungener, polygonaler Helm mit Aufschiebling bekrönt den Turm. Die Langseiten der Kirche, deren Ausbauten von dem Umbau von 1932 herrühren, gliedern hohe Rundbogenfenster. Das geschlossen erscheinende Kircheninnere mit Westempore, dreischiffigem, pseudobasilikalem Langhaussaal und eingezogenem Chor resultiert in seiner Erscheinung ebenfalls im Wesentlichen aus dem Umbau von 1932. Nach einem Brand 2002 Wiederherstellung der Kirche |    |
|                | Schule                | Basler Straße 30 (Karte)           | 1907            | Rathaus. In dem 1907 als Schulhaus errichteten Gebäude ist heute das Rathaus von Bad Krozingen untergebracht. Durch seine Architekturformen ist der Bau auf winkelförmigem Grundriss unschwer als ehemaliges Schulhaus zu erkennen. Die Fassadengestaltung wird durch einen Quadersockel und eine reiche ohrengerahmte Durchfensterung charakterisiert. Zu nennen ist ein rundbogiges Eingangsportal, das von Puttenreliefs flankiert wird |    |
|                | Friedhofskapelle      | Belchenstraße 22 (Karte)           | 19. Jh.         | Die Sachgesamtheit besteht aus Friedhof, Friedhofsmauer, Denkmal, Friedhofskapelle |    |
|                | Fridolinskapelle      | Kapellenstraße (Karte)             | 18. Jh.         | Kapelle, |    |
| Weitere Bilder | St. Sebastian         | Schlatt, Lazariterstraße 1 (Karte) | 14. Jh.–17. Jh. | Kirche |    |
|                | Nepumukkapelle        | Litschgistraße (Karte)             | 1738            | Kapelle |    |
| Weitere Bilder | Christuskirche        | Schwarzwaldstraße 9 (Karte)        | v. 1935         | Kirche, Fenster um 1980 von Georg Meistermann entworfen |    |
|                | St. Josephskapelle    | bei Schwarzwaldstraße 100 (Karte)  | 18. Jh.–19. Jh. | Kapelle |    |
| Weitere Bilder | Glöcklehofkapelle     | Staufener Straße 72 (Karte)        | 10. Jh.         | Kapelle |    |
|                | St. Ulrichshof        | Staufener Straße 74 (Karte)        | 18. Jh.–19. Jh. | Hofanlage | BW |
|                | St. Georg             | Weiler Dottighofen 6 (Karte)       | 16. Jh.–17. Jh. | Katholische Friedhofskapelle St. Georg einschließlich historischer Ausstattung; Saalkirche, mit dreiseitig geschlossenem Chor, Dachreiter; Portalgewände bez. 1606. 17. Jahrhundert | BW |